# Бекай, Арьян
Арьян Бекай (алб. Arjan Beqaj; 20 августа 1976, Призрен, Социалистический автономный край Косово, СР Сербия, СФРЮ) — косовский албанец, футболист, вратарь. Тренер вратарей клуба «Анортосис». Выступал за национальную сборную Албании.

## Биография

### Клубная карьера
Начал профессиональную карьеру в клубе «Партизани» из столицы Албании Тираны в 1994 году. В сезонах 1994/95 и 1995/96 вместе с командой становился бронзовым призёром чемпионата Албании. В сезоне 1996/97 в составе команды стал победителем Кубка Албании. Всего за «Партизани» в чемпионате он сыграл 37 матчей.
С 1997 года по 2003 год выступал за греческий ОФИ из города Ираклион, который находится на острове Крит. За команду провёл 121 матч и забил 1 гол . Летом 2003 года перешёл в другой греческий клуб «Ионикос» из города Никея. В команде выступал на протяжении 3 лет и сыграл в 83 матчах.
Летом 2006 года перешёл в кипрский «Анортосис». В сезоне 2006/07 вместе с командой выиграл Кубок Кипра в финале «Анортосис» обыграл «Омонию» (3:2) и Суперкубок Кипра обыграв АПОЭЛ (2:1). Летом 2007 года «Анортосис» выступал в еврокубках в квалификации к Кубку УЕФА, клуб сначала обыграл македонский «Вардар» и румынский «Клуж», но в последнем раунде проиграл английскому «Тоттенхэму».
В сезоне 2007/08 «Анортосис» выиграл чемпионат Кипра. Летом 2008 года клуб участвовал в квалификации к Лиге чемпионов. «Анортосис» успешно обыграл армянский «Пюник», австрийский «Рапид» и греческий «Олимпиакос» и неожиданно вышел в групповой этап. Бекай провёл все 6 матчей и пропустил 4 гола. В групповом этапе «Анортосис» занял последние место уступив немецкому «Вердеру», итальянскому «Интернационале» и греческому «Панатинаикосу». Бекай принял участие в единственной победе киприотов над «Панатинаикосом» (3:1). Всего в группе Бекай провёл 5 матчей и пропустил 6 мячей. Всего за «Анортосис» в чемпионате он сыграл в 82 матчах.
Летом 2010 года перешёл в никосийский «Олимпиакос», за который он сыграл в 5 матчах чемпионата Кипра. В январе 2011 года в качестве свободного агента в «Эрмис» из города Арадиппу, в котором и закончил карьеру. С 1 сентября 2011 года тренер вратарей в «Анортосисе».

### Карьера в сборной
В национальной сборной Албании играет с 1998 года. После того как Фото Стракоша завершил карьеру в 2005 году, Арьян Бекай стал основным вратарём. В 2011 году закончил карьеру в сборной, сыграв за неё 43 матча.

## Достижения
«Партизани»
- Бронзовый призёр чемпионата Албании (2): 1994/95, 1995/96
- Обладатель Кубка Албании (1): 1996/97

«Анортосис»
- Чемпион Кипра (1): 2007/08
- Серебряный призёр чемпионата Кипра (1): 2009/10
- Бронзовый призёр чемпионата Кипра (2): 2006/07, 2008/09
- Обладатель Кубка Кипра (1): 2006/07
- Финалист Кубка Кипра (1): 2007/08
- Обладатель Суперкубка Кипра (1): 2007